# Il Golden Gate
Il Golden Gate è un romanzo thriller del 1976 scritto da Alistair MacLean.

## Trama
Un gruppo di 11 criminali guidati da Branson (il loro capo), prendono in ostaggio il presidente degli Stati Uniti e il re e il principe del Medio Oriente, i giornalisti e gli uomini della scorta, sul Golden Gate Bridge di San Francisco.
Branson ha isolato entrambe le estremità del ponte, collegando degli esplosivi per poterlo fare saltare in caso di necessità. Come riscatto per il presidente, chiede mezzo miliardo di dollari.
Branson si dimostra egocentrico e invita la stampa che seguiva il corteo presidenziale a rimanere sul ponte per coprire mediaticamente la storia. L'FBI aveva preventivamente collocato agenti in borghese tra di loro. Paul Revson è uno di quegli agenti ma è stato dotato di solo una macchina fotografica, ed è l'unico agente che può agire sul ponte a poter sventare i piani di Branson e salvare il Presidente.
Con l'aiuto del Dott. O'Hare e la giornalista April Wednesdey, Revson invia un messaggio ai suoi superiori, suggerendo varie linee d'azione tra cui: inviare cibo drogato ai terroristi, creando un finto incendio per far attraccare un sottomarino sotto il ponte. Revson tramite l'uso di diversi gadget fattigli pervenire da O'Hare e April riesce, uno alla volta, a neutralizzare gli uomini di Branson, fino a costringere quest'ultimo alla resa.

## Edizioni
- Alistair MacLean, Il Golden Gate, 1ª ed., Milano, Club degli Editori, 1977,  p. 279.